# Oumar Niasse
El Hadji Baye Oumar Niasse, né le 18 avril 1990 à Ouakam (Sénégal), est un footballeur international sénégalais qui évolue au poste d'attaquant.

## Biographie

### Carrière en club
Il commence le football à l'US Ouakam en 2008. Lors de la saison 2008-2009, il inscrit vingt-et-un buts dans le championnat du Sénégal de deuxième division, et contribue ainsi à la montée de son club en première division. En 2011, il est champion du Sénégal.
En février 2012, il rejoint l'Europe en étant prêté au club norvégien du SK Brann, mais il joue peu en raison de blessures.
En août 2013, il est transféré au club turc d'Akhisar Belediyespor. Puis en juillet 2014, le joueur rejoint le club russe du Lokomotiv Moscou.
Le 1er février 2016, le joueur s'engage avec le club anglais d'Everton pour une durée de quatre ans et demi. Il ne joue que très peu avec les Toffees et dispute sept matchs toutes compétitions confondues en l'espace d'un an. Le 13 janvier 2017, Niasse est prêté à Hull City. Deux semaines plus tard, il inscrit son premier but avec les Tigers lors de la demi-finale retour de la Coupe de la Ligue anglaise face à Manchester United. Son but donne l'avantage aux siens qui remportent le match 2-1, mais Hull est éliminé aux portes de la finale après sa défaite à l'aller (2-0). Niasse inscrit cinq buts en dix-neuf rencontres toutes compétitions confondues avec Hull City avant de retrouver Everton à l'issue de la saison.
Le 20 septembre 2017, Niasse prend part à son premier match avec Everton depuis seize mois en entrant en cours de rencontre face à Sunderland en Coupe de la Ligue anglaise (victoire 3-0). Il se démarque en inscrivant le troisième but des siens, son premier sous le maillot d'Everton. Trois jours plus tard, l'attaquant sénégalais entre en cours de match face à Bournemouth en Premier League alors qu'Everton est mené au score. Niasse permet à son équipe de l'emporter 2-1 grâce à un doublé. Le Sénégalais inscrit neuf buts en vingt-cinq matchs toutes compétitions confondues lors de cette saison 2017-2018.
Très peu utilisé lors de la première partie de la saison suivante (sept matchs), il est prêté pour six mois à Cardiff City le 18 janvier 2019.
Niasse prend part à son premier match avec le club de Cardiff dès le lendemain contre Newcastle United (défaite 3-0). Il dispute treize matchs de championnat sans marquer de but sous le maillot du club gallois et retourne à Everton en fin de saison. En 2019-2020, il ne participe qu'à trois matchs de championnat avec Everton avant d'être libéré à l'issue de son contrat le 30 juin 2020.
Le 17 février 2022, libre de tout contrat depuis juillet 2021, il s'engage en faveur de Burton Albion en troisième division anglaise.

### Carrière en sélection
Le 15 janvier 2013, Oumar Niasse honore sa première sélection avec l'équipe du Sénégal à l'occasion d'une rencontre amicale contre le Chili (défaite 2-1). Il inscrit ses deux premiers buts avec le Sénégal lors d'un match amical face au Kosovo le 25 mai 2014 (1-3).

## Statistiques
| Saison                | Club                  | Championnat            | Championnat | Championnat | Coupe nationale | Coupe nationale | Coupe de la Ligue | Coupe de la Ligue | Supercoupe | Supercoupe | Compétition(s) continentale(s) | Compétition(s) continentale(s) | Compétition(s) continentale(s) | Sénégal | Sénégal | Total | Total |
| Saison                | Club                  | Division               | M.          | B.          | M.              | B.              | M.                | B.                | M.         | B.         | Comp.                          | M.                             | B.                             | M.      | B.      | M.    | B.    |
| 2011-2012             | US Ouakam             | Ligue 1                | -           | -           | -               | -               | -                 | -                 | -          | -          | -                              | -                              | -                              | -       | -       | 0     | 0     |
| 2012-2013             | US Ouakam             | Ligue 1                | -           | -           | -               | -               | -                 | -                 | -          | -          | -                              | -                              | -                              | 2       | 0       | 2     | 0     |
| Sous-total            | Sous-total            | Sous-total             | -           | -           | -               | -               | -                 | -                 | -          | -          | -                              | -                              | -                              | 2       | 0       | 2     | 0     |
| 2012                  | SK Brann (prêt)       | Eliteserien            | 3           | 0           | 1               | 0               | -                 | -                 | -          | -          | -                              | -                              | -                              | -       | -       | 4     | 0     |
| Sous-total            | Sous-total            | Sous-total             | 3           | 0           | 1               | 0               | -                 | -                 | -          | -          | -                              | -                              | -                              | -       | -       | 4     | 0     |
| 2013-2014             | Akhisarspor           | Süper Lig              | 34          | 12          | 6               | 3               | -                 | -                 | -          | -          | -                              | -                              | -                              | 3       | 2       | 43    | 17    |
| Sous-total            | Sous-total            | Sous-total             | 34          | 12          | 6               | 3               | -                 | -                 | -          | -          | -                              | -                              | -                              | 3       | 2       | 43    | 17    |
| 2014-2015             | Lokomotiv Moscou      | Russian Premier League | 13          | 4           | 4               | 2               | -                 | -                 | -          | -          | C3                             | 2                              | 0                              | -       | -       | 19    | 6     |
| 2015-2016             | Lokomotiv Moscou      | Russian Premier League | 15          | 8           | 1               | 0               | -                 | -                 | 1          | 1          | C3                             | 6                              | 4                              | 1       | 0       | 24    | 13    |
| Sous-total            | Sous-total            | Sous-total             | 28          | 12          | 5               | 2               | -                 | -                 | 1          | 1          | -                              | 8                              | 4                              | 1       | 0       | 43    | 19    |
| 2015-2016             | Everton FC            | Premier League         | 5           | 0           | 2               | 0               | -                 | -                 | -          | -          | -                              | -                              | -                              | 2       | 1       | 9     | 1     |
| 2016-2017             | Everton FC            | Premier League         | -           | -           | -               | -               | -                 | -                 | -          | -          | -                              | -                              | -                              | -       | -       | 0     | 0     |
| 2017-2018             | Everton FC            | Premier League         | 22          | 8           | 1               | 0               | 2                 | 1                 | -          | -          | -                              | -                              | -                              | 1       | 0       | 26    | 9     |
| 2018-2019             | Everton FC            | Premier League         | 5           | 0           | -               | -               | 2                 | 0                 | -          | -          | -                              | -                              | -                              | -       | -       | 7     | 0     |
| 2019-2020             | Everton FC            | Premier League         | 3           | 0           | -               | -               | -                 | -                 | -          | -          | -                              | -                              | -                              | -       | -       | 3     | 0     |
| Sous-total            | Sous-total            | Sous-total             | 35          | 8           | 3               | 0               | 4                 | 1                 | -          | -          | -                              | -                              | -                              | 3       | 1       | 45    | 10    |
| 2016-2017             | Hull City (prêt)      | Premier League         | 17          | 4           | 1               | 0               | 1                 | 1                 | -          | -          | -                              | -                              | -                              | -       | -       | 19    | 5     |
| 2018-2019             | Cardiff City (prêt)   | Premier League         | 13          | 0           | -               | -               | -                 | -                 | -          | -          | -                              | -                              | -                              | -       | -       | 13    | 0     |
| Sous-total            | Sous-total            | Sous-total             | 30          | 4           | 1               | 0               | 1                 | 1                 | -          | -          | -                              | -                              | -                              | -       | -       | 32    | 5     |
| Total sur la carrière | Total sur la carrière | Total sur la carrière  | 130         | 36          | 16              | 5               | 5                 | 2                 | 1          | 1          | -                              | 8                              | 4                              | 9       | 3       | 169   | 51    |

## Palmarès

### En club
- US Ouakam
  - Champion du Sénégal en 2011.
- Lokomotiv Moscou
  - Vainqueur de la Coupe de Russie en 2015.